# Сент-Оран (Жер)
Сент-Ора́н (фр. Saint-Orens) — коммуна во Франции, находится в регионе Юг — Пиренеи. Департамент — Жер. Входит в состав кантона Мовзен. Округ коммуны — Кондом.
Код INSEE коммуны — 32399.

## География

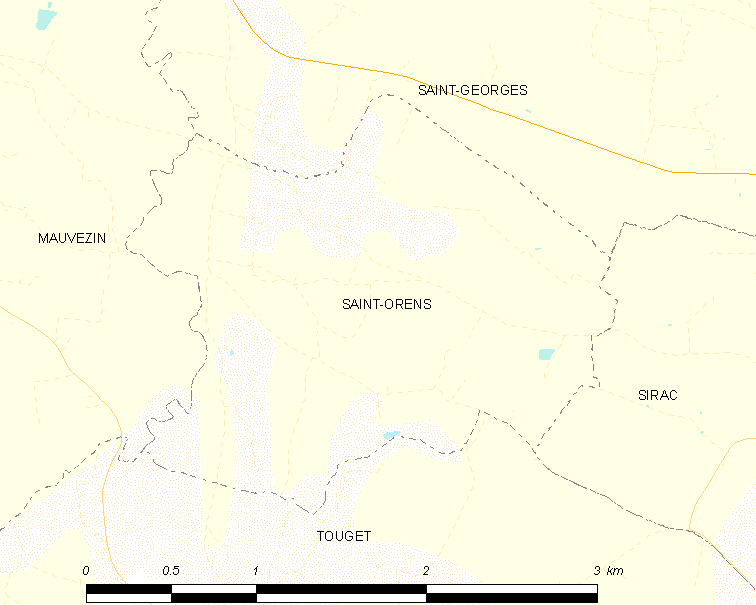
Карта коммуны

Коммуна расположена приблизительно в 590 км к югу от Парижа, в 45 км западнее Тулузы, в 28 км к востоку от Оша.
На западе коммуны протекает река Жимон.

## Климат
Климат умеренно-океанический. Лето жаркое и немного дождливое, температура часто превышает 35 °С. Зимой часто бывает отрицательная температура и ночные заморозки. Годовое количество осадков — 700—900 мм.

## Население
Население коммуны на 2010 год составляло 84 человека.
| 1962 | 1968 | 1975 | 1982 | 1990 | 1999 | 2010 |
| ---- | ---- | ---- | ---- | ---- | ---- | ---- |
| 72   | 47   | 40   | 39   | 58   | 75   | 84   |

## Администрация
| Период | Период | Фамилия    | Партия | Примечания |
| ------ | ------ | ---------- | ------ | ---------- |
| 2001   | 2020   | Марсо Дорб |        |            |

## Экономика
В 2010 году среди 61 человека трудоспособного возраста (15-64 лет) 48 были экономически активными, 13 — неактивными (показатель активности — 78,7 %, в 1999 году было 66,0 %). Из 48 активных жителей работали 44 человека (24 мужчины и 20 женщин), безработных было 4 (1 мужчина и 3 женщины). Среди 13 неактивных 4 человека были учениками или студентами, 7 — пенсионерами, 2 были неактивными по другим причинам.